# Amflora
Amflora är en genmodifierad potatis som innehåller stärkelse för pappersindustrin. Grödan har tagits fram på Sveriges lantbruksuniversitet i Alnarp och den ägs av den tyska kemikoncernen BASF.
Potatisen innehåller en gen för antibiotikaresistens, vilket har kritiserats av bland annat miljörörelsen.

## Länder som godkänt grödan
- Sverige[1].

## Externa webbsidor
- Wikimedia Commons har media som rör Amflora.
- https://www.webcitation.org/6EEnKYBd7?url=http://www.basf.com/group/corporate/en/products-and-industries/biotechnology/plant-biotechnology/amflora
- http://www.europabio.org/PressReleases/green/PR_061202_GM_potato.pdf
- https://web.archive.org/web/20170422165536/http://amflora.de/